# Alimento congelado

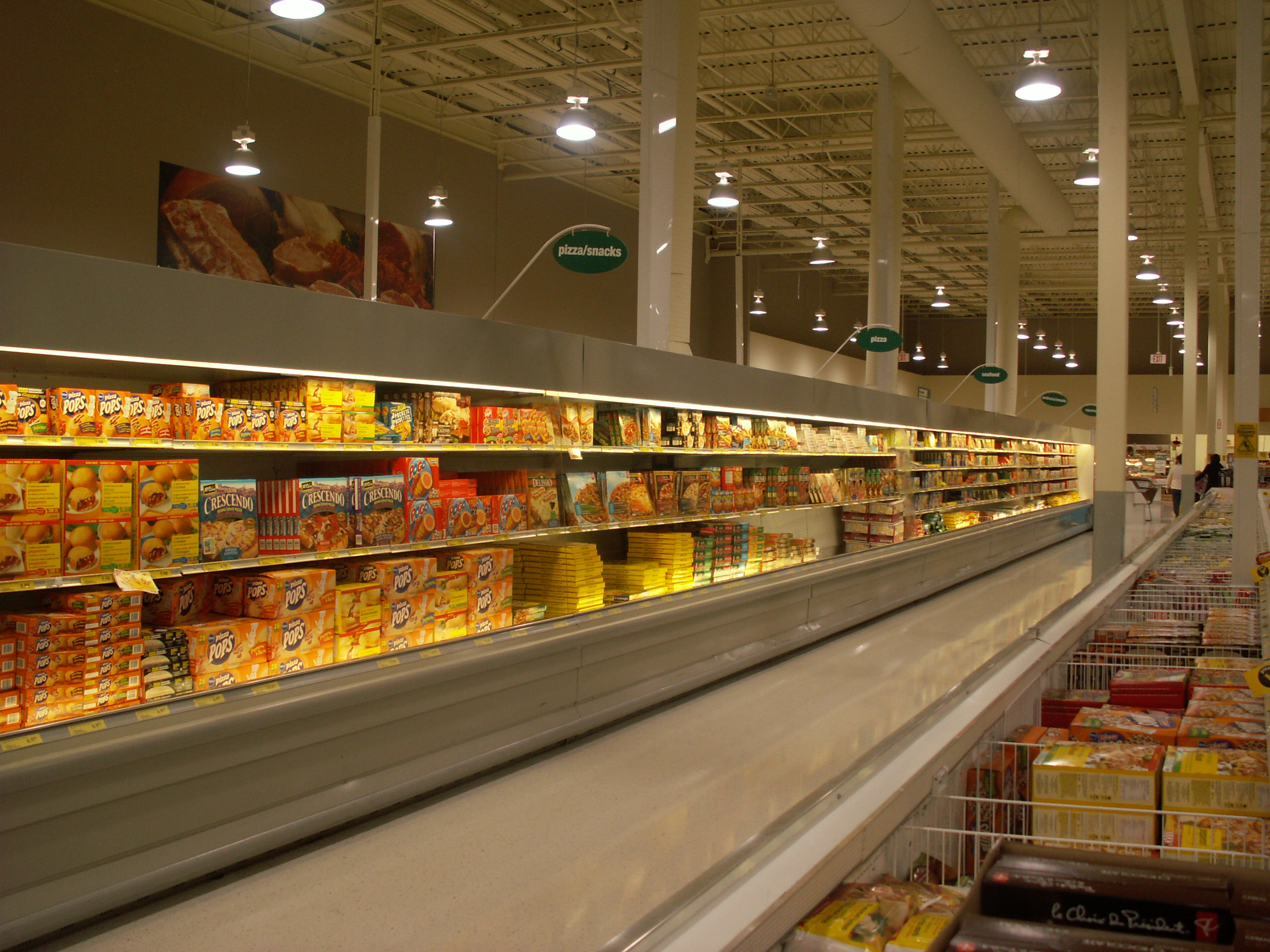
Alimentos processados congelados em um supermercado

O congelamento de um  alimento é um método comum de preservação de alimentos que diminui sua decomposição e, transformando a água em gelo, o torna inacessível ao crescimento de bactérias e diminui também as reações químicas.

## Processo
O congelamento somente desacelera a deterioração da comida e pode parar o crescimento de micro-organismos, mas não necessariamente os mata. Muitas reações  de enzimas somente são paradas pelo congelamento. Portanto, é comum parar a atividade da enzima antes de congelar, através da fervura ou adicionando químicas.
Os alimentos podem ser conservados durante vários meses pelo congelamento. Feito a longo prazo necessita de -18graus  ou menos. Alguns freezers não conseguem atingir tão baixa temperatura.Por esse motivo o tempo que um  alimento pode ser mantido no freezer é reduzido consideravelmente se a temperatura oscila em um congelador. Variações podem ocorrer por um pequeno desnível na porta do congelador ou adicionando uma grande quantidade de alimentos mais congelados.

## Congelamento rápido
O inventor americano Clarence Birdseye, desenvolveu o processo mais rápido de congelamento para preservação de alimentos, no início do século XX, é considerado o pai da indústria de alimentos congelados.

A indústria de alimentos utiliza uma técnica chamada congelamento flash, uma aplicação de superventilação, para congelar rapidamente itens alimentares. Neste caso, a água contida no interior do alimento é submetida a temperaturas muito abaixo do seu ponto de congelamento (273 K ou 0 °C). Isso faz com que a água dentro do alimento congele bem rápido.

## Descongelação do alimento
A descongelação deve ser efectuada de forma a minimizar o risco de desenvolvimento de microorganismos patogénicos ou a formação de toxinas nos alimentos.
- A descongelação deve decorrer no mínimo tempo possível, quer por razões de segurança, quer por razões nutritivas.
- Deve ser feita em frio positivo a uma temperatura máxima de 4 °C.
- Excepcionalmente pode recorrer-se à descongelação rápida em água corrente potável, mantida a uma temperatura inferior a 21 °C, durante um período máximo de 4 horas.
- Evitar que a água de descongelação (exsudado) se acumule junto do produto alimentar.
- Os produtos descongelados, de origem animal, devem ser confeccionados num prazo máximo de 24 h.
- A recongelação de um produto congelado é proibida.

## Uso tradicional e outros
Muitas comunidades Árticas preservavam alimentos em buracos ou larder s cavada no gelo. Existe uma tradição na Escandinávia de preservar os peixes, e especialmente o arenque desta forma. Frigoríficos proveem armazenagem em grande volume e de longo prazo para estoques de alimentos de forma estratégica, realizada em caso de emergência nacional em muitos países.
Sementes são armazenadas no congelador a uma temperatura de -18 °C ou menos no banco de sementes. As sementes são armazenadas como uma fonte de sementes para a plantação de reserva caso noutros locais haja falta. As sementes armazenadas podem ser aquelas da colheita ou espécies raras.